# Arrondissement Saintes
Arrondissement Saintes je francouzský arrondissement ležící v departementu Charente-Maritime v regionu Poitou-Charentes. Člení se dále na 9 kantonů a 107 obcí.

## Kantony
- Burie
- Cozes
- Gémozac
- Pons
- Saintes-Est
- Saintes-Nord
- Saintes-Ouest
- Saint-Porchaire
- Saujon